# Przełęcz Kuźmińska
Przełęcz Kuźmińska – przełęcz położona na terenie Pogórza Przemyskiego na wysokości 487 m n.p.m., pomiędzy dwoma szczytami o nazwie Kiczora: jednym należącym do Pasma Wysokiego - 563 m n.p.m. i drugim, należącym do Pasma Bziany - 526 m n.p.m.; przełęcz oddziela te dwa pasma. Nie biegnie tędy żaden znakowany szlak turystyczny. 